# Zapalenie błon surowiczych
Zapalenie błon surowiczych (łac. serositis) – odnosi się do zapalenia toczącego się w obrębie błon surowiczych wyścielających płuca (opłucna), serca (osierdzie), czy też narządów wewnętrznych jamy brzusznej (otrzewna).
Zapalenie błon surowiczych możemy spotkać w takich chorobach jak:
- toczeń rumieniowaty układowy;
- reumatoidalne zapalenie stawów;
- choroba Leśniowskiego-Crohna;
- rodzinna gorączka śródziemnomorska;
- przewlekła niewydolność nerek;
- młodzieńcze idiopatyczne zapalenie stawów.